# Majdi Ibrahim Abdel-Al Sharif
Majdi Ibrahim Abdel Al Sharif (in arabo مجدي ابراهيم عبد العال شريف‎?) (1981 o 1982) è un militare egiziano, noto per il suo presunto coinvolgimento nell'omicidio di Giulio Regeni.
Aveva testimoniato di aver supervisionato i movimenti del giovane fin dall'ottobre 2015 per concludere che, a suo giudizio, fosse una spia al soldo della Gran Bretagna. Il 14 ottobre 2021 è iniziato a Roma il processo nei confronti dei quattro membri dei servizi di sicurezza egiziani tra cui lo stesso Majdi Ibrahim Abdel-Al Sharif. Gli altri imputati sono il generale Sabir Tariq e i colonnelli Usham Helmi e Athar Kamel Mohamed Ibrahim.
Gli investigatori italiani hanno rivelato che funzionari della sicurezza egiziani, accusati di essere coinvolti nella tortura e nell'omicidio dello studente italiano Giulio Regeni al Cairo, avevano usato un amico di Giulio, studente dell'Università di Cambridge, sia per spiarlo, che per segnalarne i suoi movimenti.
A seguito del rapimento, gli investigatori italiani, inoltre, hanno confermato le accuse contro il maggiore Majdi Ibrahim Abdel-Al Sharif, il capitano Osan Helmy e altre tre persone dell'Agenzia egiziana per la sicurezza nazionale, colpevoli anche degli omicidi del 24 marzo 2016 di alcuni membri di bande locali, usati sia come depistaggio, che come capro espiatorio.
Nel 2017, infine, un testimone ha dichiarato di aver sentito funzionari egiziani discutere del caso "ragazzo italiano", in un cafè di Nairobi in Kenya. Dopo aver osservato uno scambio di biglietti da visita, ha riconosciuto che l'ufficiale che sosteneva di essere stato personalmente coinvolto nel rapimento e nella morte di Giulio Regeni era, in effetti, il maggiore Majdi Ibrahim Abdel-Al Sharif. Secondo il resoconto, i funzionari credevano che Regeni fosse una spia britannica. Gli investigatori italiani hanno ascoltato il testimone e hanno accreditato la sua ricostruzione degli eventi con una certa affidabilità. In effetti, il maggiore era già tra i sospettati; infatti, il testimone ha riferito di aver sentito come Majdi Ibrahim avesse detto che avrebbe dovuto picchiare e schiaffeggiare il "ragazzo italiano", dopo averlo gettato sul furgone della polizia, anche se non ha menzionato nulla sulla tortura nei confronti dello studente.
Nel dicembre 2020, quattro agenti della Agenzia per la sicurezza nazionale egiziana (NSA) - il maggiore Madgi Ibrahim Abdelal Sharif, il maggiore generale Tariq Sabir, il colonnello Athar Kamel Mohamed Ibrahim e il colonnello Uhsam Helmi - sono stati accusati dai pm italiani con il “rapimento aggravato” di Regeni. Inoltre, il maggiore Sharif è stato anche accusato di "cospirazione per commettere omicidio aggravato".
Tuttavia, il 14 ottobre 2021 la Terza Corte d'assise di Roma ha annullato il processo, affermando che i tre agenti della NSA non erano stati informati delle loro accuse e che, quindi, il processo non poteva iniziare. La causa, quindi, è tornata al Giudice dell'Udienza Preliminare.